# Бычиха (Шарьинский район)
Бычиха — деревня в составе Шангского сельского поселения Шарьинского района Костромской области России. 

## География
Расположена у реки Большая Шанга.

## История
Согласно Спискам населенных мест Российской империи в 1872 году деревня относилась к 3 стану Ветлужского уезда Костромской губернии. Деревня располагалась при колодцах. В ней числилось 12 дворов, проживало 56 мужчин и 52 женщины.
Согласно переписи населения 1897 года в деревне проживало 142 человека (51 мужчина и 91 женщина).
Согласно Списку населенных мест Костромской губернии в 1907 году деревня относилась к Николо-Шангской волости Ветлужского уезда Костромской губернии. По сведениям волостного правления за 1907 год в деревне числилось 78 крестьянских дворов и 184 жителя. В деревне имелся кирпичный завод. Основным занятием жителей деревни был лесной промысел.

## Население
| 2008 | 2010 | 2014 |
| ---- | ---- | ---- |
| 43   | ↘37  | ↗46  |